# Sophie Berger
Pour l’article ayant un titre homophone, voir Sophie Bergé.
Pour les articles homonymes, voir Berger (homonymie).
Née le 18 septembre 1960, Sophie Berger est une karatéka française surtout connue pour avoir remporté en kumite individuel féminin moins de 53 kilos le titre de championne du monde aux championnats du monde de karaté 1982 et 1984 ainsi que celui de championne d'Europe aux championnats d'Europe de karaté 1984 et 1986.
Ses professeurs, par ordre chronologique: Emile Lagache, Gilbert Gruss, Pierre Heintz, Serge Chouraqui, Hidetoshi Nakahashi et Dominique Valéra.

## Résultats
| Résultat      | Date | Épreuve                   | Catégorie | Compétition                | Ville hôte               |
| ------------- | ---- | ------------------------- | --------- | -------------------------- | ------------------------ |
| Médaille d'or | 1982 | Kumite individuel - 53 kg | Seniors   | Championnats du monde 1982 | Taipei, à Taïwan         |
| Médaille d'or | 1984 | Kumite individuel - 53 kg | Seniors   | Championnats d'Europe 1984 | Rome, en Italie          |
| Médaille d'or | 1984 | Kumite individuel - 53 kg | Seniors   | Championnats du monde 1984 | Maastricht, aux Pays-Bas |
| Médaille d'or | 1986 | Kumite individuel - 53 kg | Seniors   | Championnats d'Europe 1986 | Sion, en Suisse          |

 Médaille d'argent
|1982
|Kumite individuel - 53 kg
|Seniors
|Championnats d'Europe 1982
|Londres, en Angleterre
 Médaille de bronze
|1986
|Kumite par équipe
|Seniors
|Championnats d'Europe 1986
|Sion, en Suisse